# Sydney Harbour Bridge
A Harbour Bridge teljes néven Sydney Harbour Bridge (magyarul: Kikötő híd), egy acélból készült híd, ami közúti, vasúti, kerékpáros és gyalogos közlekedésre egyaránt alkalmas, valamint Sydney egyik legfőbb jelképe az északi városrészben. A híd az North Shore városrészt köti össze a központi üzleti negyeddel, a CBD-vel. A hidat John Bradfield mérnök tervezte meg 1912-ben, ám az első világháború minden pénzt felemésztett, így az építkezés kezdete egészen 1923. július 28-ig elhúzódott. Az építkezés kilenc évig tartott, és így 1932. január 19-én végeztek a két városrészt összekötő híd építésével. Az átadásra 1932. március 19-én egy szombati napon került sor, amin részt vett a polgármester, az állami kormányzó, és a közmunkaügyi miniszter, Jack Lang is. Ő volt az aki hivatalosan is átvágta a szalagot a déli hídfőnél.
Ma a híd nemcsak a város, hanem az állama és az országa egyik jelképe; jelentős forgalmat bonyolít le az északi városrészben.